# Юсип Дмитро Якимович
Дмитро Якимович Юсип (нар. 4 листопада 1942, с. Лужки, Долинський район, Івано-Франківська область) — письменник, журналіст, літературний критик, публіцист, громадський діяч.

## Життєпис
Народився письменник 4 листопада 1942 року в селі Лужки Долинського району Івано-Франківської області в селянській сім’ї. Закінчив Витвицьку середню школу, потім служба в армії. Після закінчення у 1970 році філологічного факультету Львівського університету імені Івана Франка, працював журналістом у редакціях районних та обласних газет. Член Національної Спілки письменників України (1994), член Національної спілки журналістів України. З молодих років писав і друкував нариси, історії, есе, літературні рецензії, статті, присвячені актуальним проблемам історії літератури, фольклорно-етнографічним процесам минулого і сьогодення, багатьом незаслужено забутим діячам культури, літератури. У 1992 р. випустив першу збірку нарисів, есе «Вогонь Світлодара», в яких розповідається про замовчуваних у радянську добу відомих творців, науковців Галичини, зокрема, вихідців з Долинщини: Щасного-Сельського, Ярослава Лопатинського, Юрія Мушака.
За роки незалежності України випустив книжки «При світлі слова», «Микола Федюшка-Євшан. Нарис життя і творчості», «Корона і вінок терновий», «Зіновій Красівський. Сторінками життя і творчості», «Ця Богом послана Голгофа…» та інші. Упорядкував і підготував до друку збірку поетичних і публіцистичних творів довголітнього політв’язня сумління, відомого церковного і громадського діяча отця Ярослава Лесіва.
Лауреат премії Фонду Водяників-Швабівських Фундації при Українському Вільному університеті в Нью-Йорку (США) за 2000-2001 роки за книгу «Ця Богом послана Голгофа». За книгу «Норовистий кінь Посейдона» у 2005 році став лауреатом обласної премії ім. Василя Стефаника та лауреатом Всеукраїнської премії ім. Олександра Білецького. 2010 року лауреат Івано-Франківської міської премії ім. Івана Франка за збірку «Любові вічний слід».
Письменник не пориває зв’язків з малою батьківщиною, переважно живе і творить в рідному селі, часто бере участь у літературно-мистецьких заходах, що проводяться на Долинщині.

## Творчий доробок
- Юсип Д. Вогонь Світлодара : нариси, есе / Дмитро Юсип. – Івано-Франківськ, 1992. – 180 с.
- Юсип Д. Зіновій Красівський: сторінками життя і творчості / Дмитро Юсип. – Івано-Франківськ : Нова Зоря, 1999. – 96 с.
- Юсип Д. Микола Євшан: нариси життя і творчості / Дмитро Юсип. – Вінниця: Південний Буг, 1994. – 64 с.
- Юсип Д. Перший жовнір Каменярської сотні… :Іван Франко і січові стрільці / Дмитро Юсип // Столиця Франкового серця. – Івано-Франківськ, 2006. – С. 146–154.
- Юсип Д. При світлі слова : діалоги і студії / Дмитро Юсип. – Коломия : Вік, 1994. – 206 с.
- Юсип Д. «А на білий пальчик – золоту обручку…» : [бойківські весільні обряди] / Дмитро Юсип // Перевал. – 2003. – №3/4. – С. 313–330.
- Юсип Д. Вирок долі : [про одного із засновників Українського Народного Фронту Дмитра Квецка] // Дзвін. – 2005. – №9. – С. 88–94.
- Юсип Д. Михайло Черешньовський – митець і повстанець / Дмитро Юсип // Перевал. – 2006. – №1. – С. 116–123.
- Юсип Д. «Українська стала для мене рідною і дорогою…» : [до 110-ї річниці від дня народження Вільгельма фон Габсбурга-Лотрінгена (Василя Вишиваного)] // Перевал. – 2005. – №2. – С. 154–160.